# Perito industriale

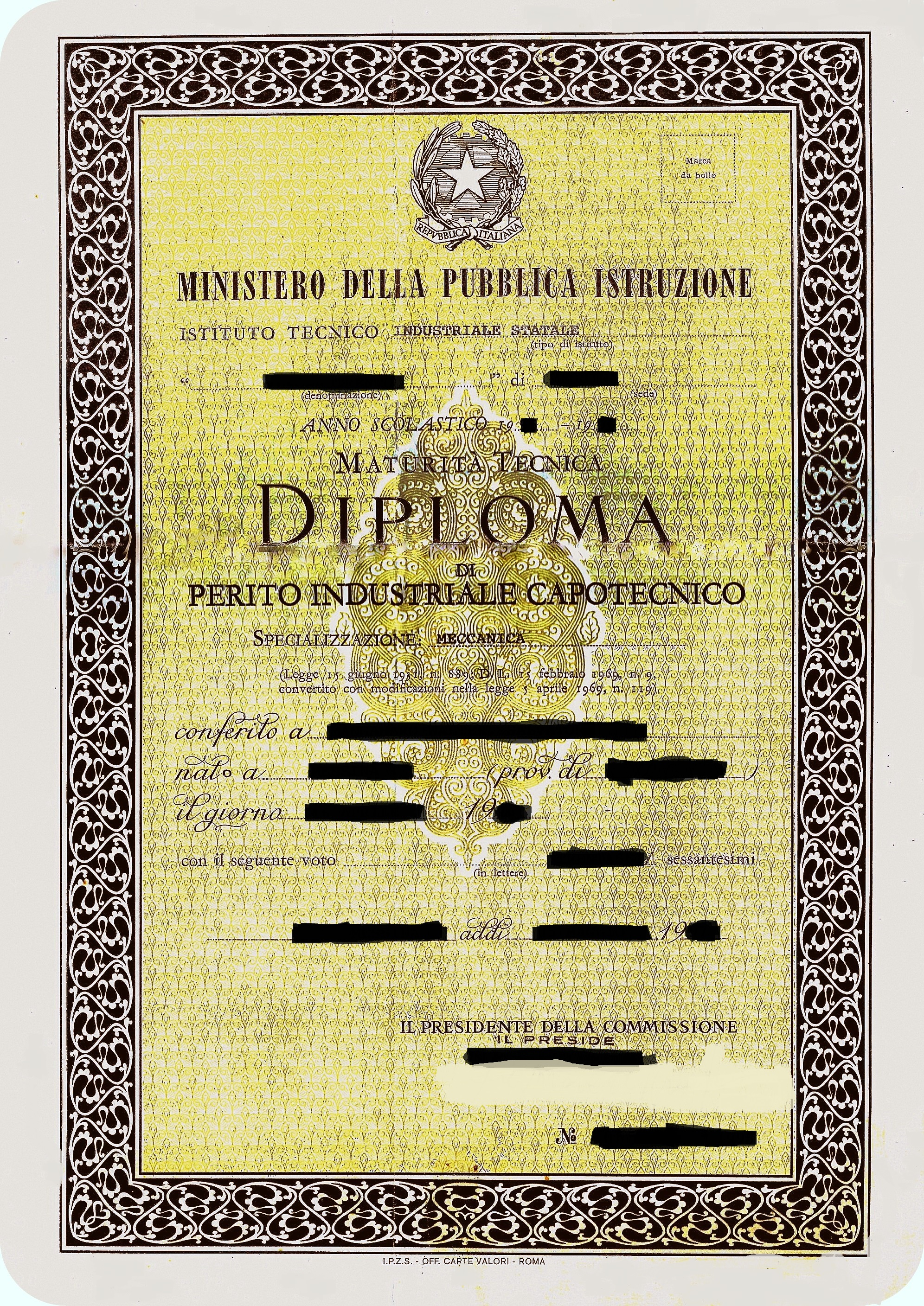
Diplom eines Perito industriale Capotecnico, Fachrichtung meccanica

Perito industriale (auch Perito Industriale, abgekürzt Per. Ind. oder per. ind.) ist nach der italienischen Gesetzgebung eine geschützte Berufsbezeichnung und ein vor dem Namen führbarer Titel für Fachleute mit Kompetenzen und Spezialwissen im technisch-gewerblichen Bereich und dem damit verbundenen Dienstleistungssektor mit einer entsprechenden Ausbildung und Diplom. In Südtirol wird dafür in deutscher Übersetzung amtlich auch die Bezeichnung diplomierter Gewerbetechniker verwendet.

## Ausbildung
Die Ausbildung zum Perito industriale erfolgte bis 2010 in der früheren Schulform des Istituto Tecnico Industriale (ITI); in Südtirol war die Bezeichnung hierfür Gewerbeoberschule. Für vergleichbare Berufsbilder gab es noch das Istituto Tecnico per Geometri (ITG) für Landvermessung, das Istituto Tecnico Agrario (ITA) für Agrartechnik, das Istituto Tecnico Aeronautico (ITAER) für Luftfahrt, das Istituto Tecnico Nautico (ITN) für Seefahrt u. a. Folgte bei den Abkürzungen noch der Buchstabe S (für statale „staatlich“), handelte es sich um eine staatliche Einrichtung. Mit der im Jahr 2011 umgesetzten Reform des italienischen Schulsystems wurden diese Ausbildungsinstitutionen in der Technologischen Fachoberschule, italienisch Istituto Tecnico Tecnologico (ITT), zusammengefasst. Der Ausbildungszyklus zählt zum weiterführenden Bereich der Sekundarstufe II (Istruzione secondaria superiore).
Als Spezifikum der Ausbildung zum Perito industriale wird der Erwerb der Befähigung angesehen, in den verschiedenen ausgewiesenen Fachrichtungen eigenverantwortlich zu arbeiten, dies vor allem durch ein breit angelegtes Feld von erworbenen Kompetenzen, die sich ständig neuen Gegebenheiten anpassen können. Auch die Fähigkeit, wirtschaftliche Aspekte der Berufstätigkeit zu erkennen, gehört dazu. Mit der Prüfung zum berufsqualifizierenden Diplom des Perito industriale ist die Staatliche Abschlussprüfung (Esame di stato) als italienische Variante der allgemeinen Hochschulzugangsberechtigung (in Österreich und der Schweiz Matura, in Deutschland Abitur) verbunden.
Die gesamte Ausbildungszeit ist wegen der Doppelqualifikation mit ihren vertiefenden theoretischen Anteilen um ein bis zwei Jahre länger als bei der auf die Mittelschule bzw. Sekundarstufe I (Istruzione secondaria di primo grado) folgenden grundständigen Berufsausbildung in Italien an einem Istituto Professionale (Berufsschule) mit dem Abschlusszeugnis Diploma di qualifica professionale, das ungefähr dem deutschen und österreichischen Gesellen- bzw. Facharbeiterbrief entspricht. Der Bildungsgang ist somit dem an einer Höheren Fachschule im deutschen bzw. einer Höheren Technischen Lehranstalt im österreichischen Bildungssystem vergleichbar. Während im Europäischen Qualifikationsrahmen für lebenslanges Lernen (EQR) der einfache Berufsschulabschluss in die Niveaustufe 4 eingeordnet wird, ist der Beruf des Perito industriale der Niveaustufe 5 zugeordnet.
Seit 2001 wird die Ausbildung zu diesem Berufsbild auch und seit 2016 nur noch auf universitärer Ebene angeboten. Das Studium führt zum Abschluss Laurea (entspricht dem Bachelor of Engineering; EQR-Niveaustufe 6). Er gilt seit 2021 als Voraussetzung für eine freiberufliche Tätigkeit (s. unten).

## Geschichte und Fachrichtungen
Das Berufsbild des Perito industriale erscheint zuerst im Gesetz zur Neuordnung der beruflichen Bildung von 1912. Es konkretisiert sich im Gesetz zum Schutz des Titels und der Berufsausübung der Ingenieure und Architekten von 1923, das auch die Berufsbilder der Geometer und Periti industriali enger fasst.
Mit dem Gesetz zur Neuordnung der mittleren technischen Ausbildung von 1931 wurden die schulischen Lehrinhalte präzisiert. Die insgesamt fünfjährige Ausbildung zum Perito industriale umfasste zwei Stufen: das Biennium in den ersten beiden Jahren (Schulstufen IX und X seit der Einschulung) und das Triennium (Schulstufen XI–XIII). Während im Biennium allgemeinbildende Fächer und die Grundlagen im naturwissenschaftlichen und technischen Bereich vermittelt wurden und einführende Schulungen in Werkstätten stattfanden, erfolgte im Triennium eine fachliche Spezialisierung und Vertiefung in Theorie und Praxis; nahezu die Hälfte der Unterrichtszeit hatte unmittelbaren Praxisbezug und wurde in Werkstätten und Labors abgehalten.
Klassische Fachgebiete der Ausbildung sind meccanica (Maschinenbau), edilizia (Bauwesen), elettrotecnica  (Elektrotechnik), elettronica e telecomunicazioni (Elektronik und Telekommunikation), informatica (Informatik), ottica (Optik), tessile (Textil) usw.; bei den Spezialisierungen erfolgten fortlaufend Anpassungen an neuere Erfordernisse infolge des technischen Fortschritts. Im Diplom sind sie an den Titel als „specializzazione“ angefügt. Im Alltag erscheinen die Berufsbezeichnungen häufig verkürzt, z. B. als Perito meccanico statt Perito industriale (Capotecnico), specializzazione meccanica für den in Maschinenbau diplomierten Gewerbetechniker; der lediglich an einer Berufsschule ausgebildete Facharbeiter heißt hingegen einfach meccanico ohne die Spezifizierung perito (’Experte’, ’Sachverständiger’).

## Berufliche Tätigkeitsfelder
Neben der Aufnahme eines Universitätsstudiums, dem Eintritt in das Berufsleben in der gewerblichen Wirtschaft als Angestellter mit besonderen Verantwortlichkeiten und als Führungskraft – im engeren technischen Bereich wurde das Diplom zum Perito industriale auch mit der zusätzlichen Bezeichnung Capotecnico (= technischer Leiter, Werkmeister) verliehen – oder als Istruttore tecnico (= technischer Lehrer, Ausbilder) in Lehrwerkstätten von Betrieben und Schulen steht den diplomierten Periti industriali der Weg in die freiberufliche Tätigkeit als Gutachter und Sachverständige offen. Dazu müssen sie sich allerdings nach dem Erwerb praktischer Erfahrungen einer weiteren staatlichen Prüfung zur Abilitazione all'Esercizio della Libera Professione unterziehen, nach deren Bestehen sie sich erst in das Albo professionale, einem für alle freien Berufe vorgeschriebenen Verzeichnis ähnlich der Handwerksrolle, bei einem der auf Provinzebene bestehenden Collegi dei Periti industriali eintragen lassen können. Nach einer Übergangsregelung werden seit 2021 nur noch Laureati (s. oben) in dieses Verzeichnis aufgenommen.